# Deserto do Colorado

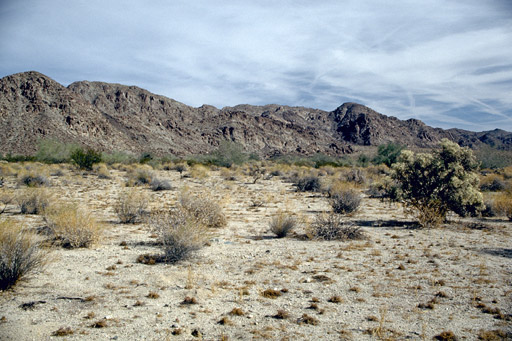
Deserto do Colorado

O Deserto do Colorado da Califórnia é uma parte do Deserto de Sonora. Ele abrange cerca de 7 milhões de acres (2,8 milhões hectares), incluindo a área irrigada do Vale Coachella e do Vale Imperial. O deserto do Colorado é o lar de uma flora e fauna únicas, muitos dos quais não podem ser encontrados em nenhum outro lugar do planeta.

## Geografia e geologia
O deserto de Colorado é uma subdivisão do Deserto de Sonora que abrangem cerca de 7 milhões de acres (28.000 km²) O deserto engloba condado Imperial e inclui partes de Condado de San Diego, Condado de Riverside, e uma pequena parte do Condado de San Bernardino.
A maior parte do Deserto do Colorado fica a uma altitude relativamente baixa, abaixo de 1.000 pés (300 m), com o ponto mais baixo do chão a 275 pés (84 m) abaixo do nível do mar no Mar de Salton. Embora os picos mais altos da Cordilheira Peninsular atinjam altitudes de cerca de 10.000 pés (3.000 m), a maioria das regiões montanhas não excedem 3.000 pés (910 m).
Nesta região, a geologia é dominada pela transição da placa tectônica de limite desde a fenda até a falha. As vertentes mais ao sul da falha de San Andreas se conectam às extensões mais ao norte do Pacífico Leste. Por conseguinte, a região está sujeita a sismos, e a crosta tende a ser dilatada, o que resulta em um afundamento do terreno ao longo do tempo.